# 라크 (술)

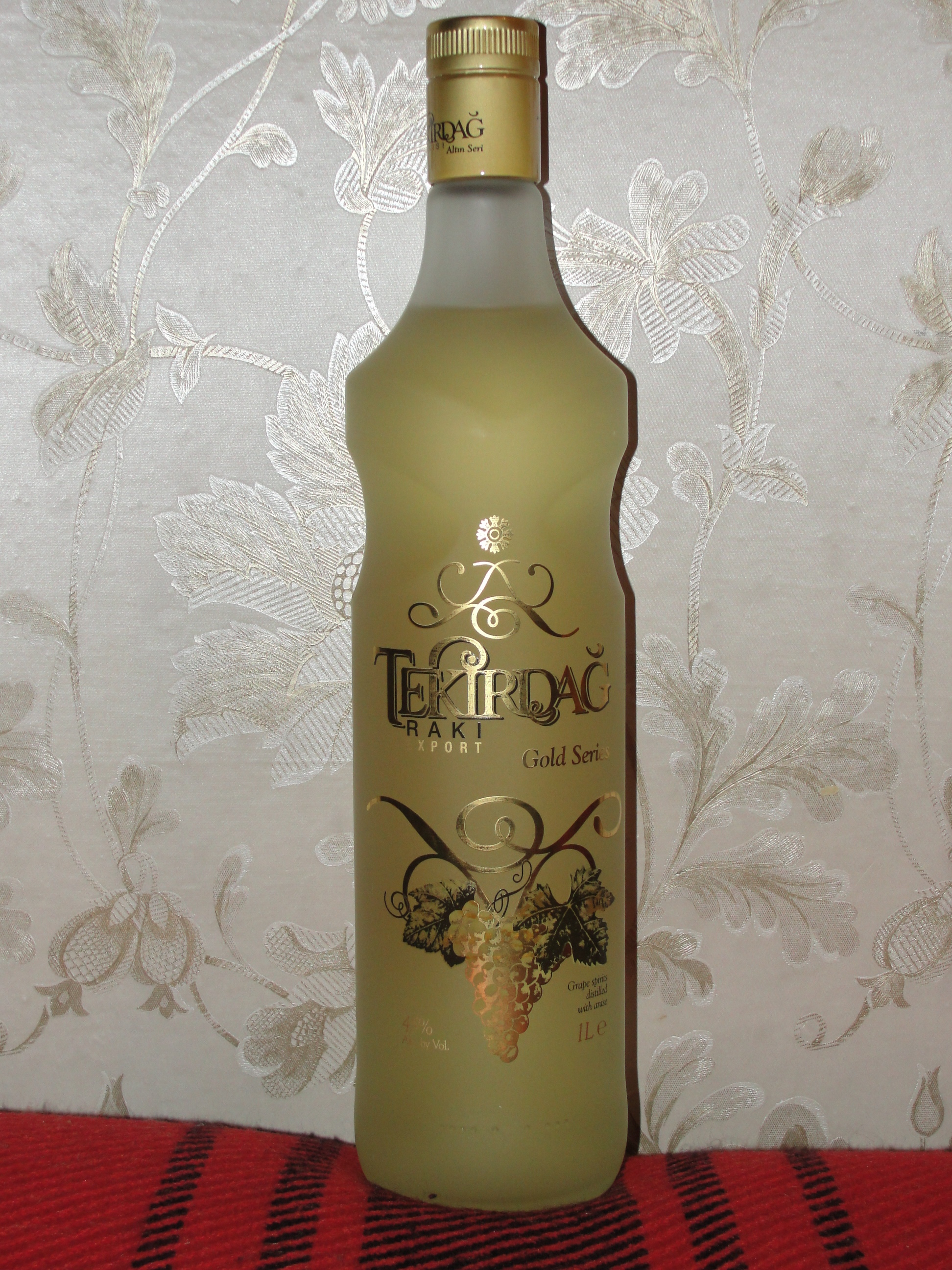

라크(튀르키예어: Rakı, 오스만 튀르크어: راقى)는 터키의 아니스 향이 나는 증류주이다. 라크에는 설탕이 들어가지 않아 단 맛이 나지 않는다. 터키 뿐만 아니라 그리스, 이란, 발칸 반도 등 구 오스만 제국의 영역에서도 인기가 많은 술이다. 라크는 주로 해산물 요리나 메제와 함께 먹는다. 이러한 점에서 지중해 지방의 파스티스, 우조, 삼부카나 중동의 아라크 같은 여러 알콜 음료와 유사하다.

## 같이 보기
- 튀르키예 요리
- 우조 (술)
- 파스티스
- 라키야
- 삼부카
- 보드카